# Zehnderia
Genre
Zehnderia est un genre de plantes à fleurs de la famille des Podostemaceae.

## Liste d'espèces
Selon Catalogue of Life (27 septembre 2017) :
- Zehnderia microgyna C. Cusset

Selon Tropicos (27 septembre 2017) :
- Zehnderia microgyna C. Cusset